# Хокеј на леду на Зимским олимпијским играма 1980.
Хокејашки турнир на Зимским олимпијским играма 1980. био је четрнаести по реду олимпијски турнир у хокеју на леду у организацији Светске хокејашке федерације (ИИХФ). Турнир се одржао као део програма Зимских игара XIII олимпијаде чији домаћин је био амерички град Лејк Плесид.  Олимпијски турнир се одржавао од 12. до 24. фебруара 1980. године. 
Репрезентација  Сједињених Америчких Држава освојила је другу олимпијску титулу. Сребрна медаља припала је селекцији  Совјетског Савеза, док је бронзу освојила репрезентација  Шведске.
Најефикаснији играч турнира био је чехословачки нападач Милан Нови са 15 индексних поена (7 голова и 8 асистенција). На укупно одиграних 35 утакмица постигнуто је 308 голова или у просеку 8,8 голова по утакмици.

## Учесници олимпијског турнира
На олимпијском турниру је учествовало 12 репрезентација које су обезбедиле учешће на основу пласмана на Светском првенству 1979. године. Учествовале су 9 из Европе, две из Северне Америке и једна из Азије. Репрезентација Источне Немачке је одустала од такмичења а њено место заузела је репрезентација Јапана.
| - Сједињене Државе - Западна Немачка - Канада - Совјетски Савез - Финска - Чехословачка - Норвешка - Шведска - Јапан - Холандија - Румунија - Пољска |

## Први круг
У првом кругу репрезентације су биле подељене у две групе са по шест екипа. Две првопласиране екипе из обе групе обезбедиле су учешће у финалној групи. Трећепласиране екипе из обе групе одиграле су утакмицу за 5. место. 

### Плава дивизија
| 12. фебруар 1980. | Лејк Плесид | Чехословачка     | 11: 0 | Норвешка        | 0:0,5:0,6:0   |
| 12. фебруар 1980. | Лејк Плесид | Румунија         | 6:4   | Западна Немачка | 1:1, 2:3, 3:0 |
| 12. фебруар 1980. | Лејк Плесид | Сједињене Државе | 2 : 2 | Шведска         | 0:1,1:0,1:1   |
|                   |             |                  |       |                 |               |
| 14. фебруар 1980. | Лејк Плесид | Шведска          | 8:0   | Румунија        | 3:0,4:0,1:0   |
| 14. фебруар 1980. | Лејк Плесид | Западна Немачка  | 10:4  | Норвешка        | 5:2,3:1,2:1   |
| 14. фебруар 1980. | Лејк Плесид | Сједињене Државе | 7:3   | Чехословачка    | 2:2,2:0,3:1   |
|                   |             |                  |       |                 |               |
| 16. фебруар 1980. | Лејк Плесид | Сједињене Државе | 5:1   | Норвешка        | 0:1,3:0,2:0   |
| 16. фебруар 1980. | Лејк Плесид | Чехословачка     | 16: 3 | Румунија        | 2:0,3:1,2:1   |
| 16. фебруар 1980. | Лејк Плесид | Шведска          | 5:2   | Западна Немачка | 1:0,4:1,0:1   |
|                   |             |                  |       |                 |               |
| 18. фебруар 1980. | Лејк Плесид | Шведска          | 7: 1  | Норвешка        | 2:0,4:0,1:1   |
| 18. фебруар 1980. | Лејк Плесид | Чехословачка     | 16: 3 | Западна Немачка | 2:2,4:0,5:1   |
| 18. фебруар 1980. | Лејк Плесид | Сједињене Државе | 7: 2  | Румунија        | 2:0,2:1,3:1   |
|                   |             |                  |       |                 |               |
| 20. фебруар 1980. | Лејк Плесид | Румунија         | 3:3   | Норвешка        | 1:1,0:1,2:1   |
| 20. фебруар 1980. | Лејк Плесид | Шведска          | 4:2   | Чехословачка    | 2:0,1:0,1:2   |
| 20. фебруар 1980. | Лејк Плесид | Сједињене Државе | 4:2   | Западна Немачка | 0:2,2:0,2:0   |

| 1 | Шведска          | 5 | 4 | 1 | 0 | 26 | 7  | +19 | 9 |
| 2 | Сједињене Државе | 5 | 4 | 1 | 0 | 25 | 10 | +15 | 9 |
| 3 | Чехословачка     | 5 | 3 | 0 | 2 | 34 | 16 | +18 | 6 |
| 4 | Румунија         | 5 | 1 | 1 | 3 | 13 | 29 | -16 | 3 |
| 5 | Западна Немачка  | 5 | 1 | 0 | 4 | 21 | 30 | -9  | 2 |
| 6 | Норвешка         | 5 | 0 | 1 | 4 | 9  | 36 | -27 | 1 |

| 12. фебруар 1980. | Лејк Плесид | Канада          | 10:1  | Холандија | 2:1,2:0,6:0   |
| 12. фебруар 1980. | Лејк Плесид | Пољска          | 5:4   | Финска    | 1:0, 4:3, 0:1 |
| 12. фебруар 1980. | Лејк Плесид | Совјетски Савез | 16 :0 | Јапан     | 8:0,5:0,3:0   |
|                   |             |                 |       |           |               |
| 14. фебруар 1980. | Лејк Плесид | Совјетски Савез | 17:4  | Холандија | 8:1,7:1,2:2   |
| 14. фебруар 1980. | Лејк Плесид | Канада          | 5:1   | Пољска    | 1:0,2:1,2:0   |
| 14. фебруар 1980. | Лејк Плесид | Финска          | 6:3   | Јапан     | 2:0,2:2,2:1   |
|                   |             |                 |       |           |               |
| 16. фебруар 1980. | Лејк Плесид | Холандија       | 3:3   | Јапан     | 1:3,1:0,1:0   |
| 16. фебруар 1980. | Лејк Плесид | Совјетски Савез | 8:1   | Пољска    | 5:1,1:0,2:0   |
| 16. фебруар 1980. | Лејк Плесид | Финска          | 4:3   | Канада    | 2:1,1:0,1:2   |
|                   |             |                 |       |           |               |
| 18. фебруар 1980. | Лејк Плесид | Канада          | 6:0   | Јапан     | 2:0,2:0,2:0   |
| 18. фебруар 1980. | Лејк Плесид | Холандија       | 5:3   | Пољска    | 3:1,2:1,0:1   |
| 18. фебруар 1980. | Лејк Плесид | Совјетски Савез | 4:2   | Финска    | 0:1,1:0,3:1   |
|                   |             |                 |       |           |               |
| 20. фебруар 1980. | Лејк Плесид | Пољска          | 5:1   | Јапан     | 3:0,1:0,1:1   |
| 20. фебруар 1980. | Лејк Плесид | Финска          | 10:3  | Холандија | 2:1,2:1,6:1   |
| 20. фебруар 1980. | Лејк Плесид | Совјетски Савез | 6:4   | Канада    | 1:1,1:2,4:1   |

| 1 | Совјетски Савез | 5 | 5 | 0 | 0 | 51 | 11 | +40 | 10 |
| 2 | Финска          | 5 | 3 | 0 | 2 | 26 | 18 | +8  | 6  |
| 3 | Канада          | 5 | 3 | 0 | 2 | 28 | 12 | +16 | 6  |
| 4 | Пољска          | 5 | 2 | 0 | 3 | 15 | 23 | -8  | 4  |
| 5 | Холандија       | 5 | 1 | 1 | 3 | 16 | 43 | -27 | 3  |
| 6 | Јапан           | 5 | 0 | 1 | 4 | 7  | 36 | -29 | 1  |

## Завршни круг

### Утакмица за 5. место
| 20. фебруар 1980. | Лејк Плесид | Чехословачка | 6:1 | Канада | 5:0,0:1,1:0 |

### Група од 1-4 места
| 22. фебруар 1980. | Лејк Плесид | Сједињене Државе | 4:3 | Совјетски Савез | 2:2,0:1,2:0 |
| 22. фебруар 1980. | Лејк Плесид | Финска           | 3:3 | Шведска         | 1:0,1:1,1:2 |
| 24. фебруар 1980. | Лејк Плесид | Сједињене Државе | 4:2 | Финска          | 0:1,1:1,3:0 |
|                   |             |                  |     |                 |             |
| 24. фебруар 1980. | Лејк Плесид | Совјетски Савез  | 9:2 | Шведска         | 4:0,5:0,0:2 |

| №  | Репрезентација   | Ут | П | Нер | И | ГД | ГП | ГР | Бод |
| -- | ---------------- | -- | - | --- | - | -- | -- | -- | --- |
| 1. | Сједињене Државе | 3  | 2 | 1   | 0 | 10 | 7  | +3 | 5   |
| 2. | Совјетски Савез  | 3  | 2 | 0   | 1 | 16 | 8  | +8 | 4   |
| 3. | Шведска          | 3  | 0 | 2   | 1 | 7  | 14 | -7 | 2   |
| 4. | Финска           | 3  | 0 | 1   | 2 | 7  | 11 | -4 | 1   |

## Коначан пласман и признања

### Коначан пласман
Коначан пласман на олимпијском турниру 1980. био је следећи:
| ОИ  | Репрезентација   |
|     | Сједињене Државе |
|     | Совјетски Савез  |
|     | Шведска          |
| 04. | Финска           |
| 05. | Чехословачка     |
| 06. | Канада           |
| 07. | Пољска           |
| 08. | Румунија         |
| 09. | Холандија        |
| 10. | Западна Немачка  |
| 11. | Норвешка         |
| 12. | Јапан            |